# Eiji Ezaki
Eiji Ezaki (江崎 英治 Ezaki Eiji?,  29 de noviembre de 1968-3 de marzo de 2016) fue un luchador profesional japonés, más conocido por su nombre artístico Hayabusa (ハヤブサ Hayabusa?, Halcón).
Ezaki, conocido por su carrera en Frontier Martial-Arts Wrestling, fue uno de los luchadores más famosos de Japón, habiendo sido uno de los pioneros en la lucha libre aérea.

## Vida personal
Ezaki estuvo casado y tuvo dos hijos. Se separó el 2004. Se mantuvo en contacto con su esposa e hijos después del divorcio.
Fue muy amigo de Jushin Liger, aunque se distanciaron cuando Ezaki no quiso ir a NJPW, arreglaron sus diferencias el 22 de abril de 2005, y hablaron por primera vez en años.
Fue considerado uno de los mejores luchadores en la historia de Japón. 

## Carrera
Eiji Ezaki comenzó su carrera de luchador entrenando en el dojo de FMW . Hizo su debut en FMW el 5 de mayo,de 1991 en el Nagoya International Center. Ezaki adoptó el personaje de Hayabusa en 1993 luchando en México. En ese país, aprendió el estilo mexicano lucha libre de su instructor Rey Mysterio, Sr. Después volvió a Japón donde enfrentó a su amigo Jushin Liger en una pelea muy recordada. Hayabusa estuvo en muchas peleas peligrosas, incluyendo algunas con alambres de púas y jaulas explosivas. Después de una de estas luchas de "Jaula Explosiva", fue llevado al hospital por quemaduras serias. Los rivales clásicos de Hayabusa incluían a Mr. Gannosuke, The Gladiator, y al mismo Onita, mientras que solía hacer equipo con Jinsei Shinzaki. Ezaki ocasionalmente cambiaba su personaje al "Lado oscuro de Hayabusa" o el desenmascarado "H".
Hayabusa luchó una vez para la ECW en el evento Heatwave '98. El y Jinsei Shinzaki retaron y perdieron en contra de Rob Van Dam y Sabu por el ECW Tag Team Championship.
En octubre de 2001, Hayabusa sufrió una lesión en su lucha contra Mammoth Sasaki cuando intenta un springboard moonsault. Su pie queda atrapado en las cuerdas y cae sobre su cabeza, lesionando su cuello y terminando con parálisis. La lesión también provocó una fiebre muy alta y Hayabusa requirió cirugía. Hayabusa fue considerado el alma y corazón de FMW, y luego de su retiro, FMW lentamente sucumbió.
Desde entonces, Ezaki siguió una carrera de cantante y ocasionalmente apareció en una silla de ruedas.
Hayabusa apareció tras bastidores en un par de eventos de la WWE donde visitó a viejos amigos como Sabu, Rob Van Dam y Rey Mysterio. También tuvo la oportunidad de fotografiarse con Vince McMahon, Shane McMahon y Triple H. Así también una pequeña charla con Jeff Hardy.
Hayabusa asistió al PWU (Pro Wrestling Unplugged) FAHRENHEIT: 3RD DEGREE el 19 de agosto de 2006 en el New Alhambra (anteriormente conocido como ECW Arena). Esta fue su primera aparición en los Estados Unidos desde el año 2000 (la última había sido en el E3 de Los Ángeles, ayudando a promocionar los DVD de Frontier Martial-Arts vendidos por TOKYOPOP). También dio una pequeña entrevista para RF Video.
Hayabusa se mantuvo activo trabajando para Dragon Gate. Grabó un álbum musical a dueto con Dragon Kid llamado "Trust!" Archivado el 30 de octubre de 2011 en Wayback Machine. el cual salió en noviembre de 2007. También participó en el primer tour de la compañía por Estados Unidos. Archivado el 16 de febrero de 2012 en Wayback Machine., también diseñó la polera del tour.  Archivado el 16 de febrero de 2012 en Wayback Machine. Al preguntársele por su carrera en una entrevista Hayabusa dijo que "tú nunca sabes cuáles son las posibilidades de volver a un cuadrilátero". También ha hecho progresos en su condición, siendo capaz de caminar sin la silla de ruedas.

## Fallecimiento
Eiji Ezaki falleció a los 47 años, el 3 de marzo de 2016 a causa de una hemorragia subaracnoidea. El dueño de una taberna cercana con quien Ezaki tenía previsto reunirse encontró su cuerpo, yendo a su casa luego de que Hayabusa no se presentase a la reunión.

## En lucha
- Movimientos finales
  - Firebird Splash[2][3][4] (450° splash) - 1994-2001
  - Phoenix Splash[2][3] (Corkscrew 450° splash) - 1994-2001; innovado
  - Falcon Arrow[2][3][4] (Sitout suplex slam, a veces rotando 360° o desde una posición elevada) - 1995-2001; innovado
  - H-Thunder[2][3][4] (Sitout front slam)[2][3] - 1996-2001
  - Phoenix Arrow[7] (Vertical suplex sitout front slam) - 1996
  - Diving moonsault[4] - 1991-1994

- Movimientos de firma
  - H-Edge[2][3][4] (Lifting side slam)[2][3]
  - Stardust Press[2] (Shooting star press)[2]
  - Ultra Hurricanrana[8] (Springboard hurricanrana)
  - Arm twist seguido de superkick
  - Bridging full nelson suplex[2]
  - Bridging German suplex[2]
  - Cross armbar[9]
  - Diving corkscrew senton
  - Diving moonsault,[4] a veces desde el suelo[4] o hacia fuera del ring[4]
  - Dropkick, a veces desde una posición elevada
  - Falling double underhook ganso bomb
  - Fisherman brainbuster[4]
  - Hurricanrana[9]
  - Imploding frog splash
  - Jumping corkscrew roundhouse kick
  - Over the top rope suicide somersault senton
  - Second rope springboard moonsault, a veces hacia fuera del ring[2][3]
  - Sitout double underhook powerbomb[4]
  - Spin kick[2]
  - Springboard derivado en leg lariat, somersault senton[2] o corkscrew somersault senton
  - Standing one shoulder powerbomb - en tributo a Atsushi Onita

- Luchadores dirigidos
  - Kikutaro[10]
  - El Blazer[10]
  - Hayabusacito[10]
  - Hayabusa III
  - Hayabusa Kid
  - H
  - Darkside Hayabusa[11]

- Apodos
  - "The Phoenix"[3]
  - "The Falcon"
  - "Fushichou"
  - "The Flying Assassin"

## Campeonatos y logros
- All Japan Pro Wrestling
  - AJPW All Asia Tag Team Championship (1 vez) - con Jinsei Shinzaki

- Frontier Martial Arts Wrestling
  - FMW Brass Knuckles Heavyweight Championship (3 veces)
  - FMW Brass Knuckles Tag Team Championship (2 veces) - con Masato Tanaka (1) y Daisuke Ikeda (1)
  - FMW Independent Heavyweight Championship (1 vez)
  - FMW World Street Fight 6-Man Tag Team Championship (3 veces) - con Tetsuhiro Kuroda & GOEMON (1), Masato Tanaka & Koji Nakagawa (1) y Masato Tanaka & Hisakatsu Oya (1)

- Pro Wrestling Illustrated
  - Situado en el N°196 en los PWI 500 de 1997[12]
  - Situado en el N°38 en los PWI 500 de 1998[13]
  - Situado en el N°38 en los PWI 500 de 1999[14]
  - Situado en el N°71 en los PWI 500 de 2000[15]
  - Situado en el N°255 dentro de los mejores 500 luchadores de la historia - PWI Years, 2003[16]

- Tokyo Sports Grand Prix
  - Espíritu de lucha (1997)

## Otros medios
- Hayabusa aparece en la película de bajo presupuesto "Backyard Dogs",[17] y en "Mask de 41" como "Red Falcon".[17] También aparece como Eiji Ezaki en "Baion".[17]
- Hayabusa apareció en el video musical de "Life Is...~another story~" por el artista de J-Pop Ken Hirai.
- Hayabusa aparece en el juego de Nintendo 64 "wcw/nWo:Revenge" como Han zo mon
- Hayabusa aparece en los videos juegos de Nintendo 64, Virtual Pro Wrestling 2 y All Star Pro Wrestling 2 de PlayStation 2